# Konrad II. (Oldenburg)
Graf Konrad II. von Oldenburg (urkundlich bezeugt 1342–1401) war Graf von Oldenburg und Sohn des Grafen Konrad I. aus dessen Ehe mit Ingeborg von Holstein.

## Leben
Konrad II. hatte ab 1347 an der Seite seines Vetters Johann IV. Teilhabe an der Landesherrschaft in Oldenburg. Nach dessen Tod 1356 regierte er bis 1368 allein, dann zusammen mit seinem Bruder Christian V. Konrad II. engagierte sich auch militärisch für seinen Onkel Moritz von Oldenburg, den Bremer Domdekan, der zwar 1348 von der Mehrheit des Bremer Domkapitels zum Erzbischof von Bremen gewählt worden war, sich aber letztlich nicht gegen seinen vom Papst bestätigten Konkurrenten Gottfried von Arnsberg durchsetzen konnte. Durch die Intervention Konrads II. erlangte Moritz aber die Herrschaftsadministration im Erzstift. Unter dem Nachfolger Gottfried von Arnsbergs Albert II. verschärfte sich der Konflikt erneut und Konrad II. musste seinem Onkel wiederum beistehen. Um Konrads Position zu schwächen, veranlasste Albert II. den jüngeren Bruder Christian V., auf seine geistliche Karriere als Domherr in Köln zu verzichten und sich ab 1368 in die Mitregierung der Grafschaft einzudrängen.
1374 wandelte Konrad II. die Pfarrkirche St. Lamberti in ein Kollegiatstift um, womit er dem Oldenburger Grafenhaus ein sakrales Zentrum gab.
Unter Konrad II. begann ab 1386 die Oldenburger Expansion in den friesischen Bereich. Als erste gelobten die Häuptlinge von Varel 1386 dem Grafen Treue, was den Beginn der oldenburgischen Herrschaft in der
Friesischen Wehde markierte. In den Folgejahren kam es zu den unterschiedlichsten Bündnissen mit Bremen und verschiedenen friesischen Häuptlingen. Allerdings scheiterte 1368 ein bremisch-oldenburgischer Kriegszug gegen das friesische Butjadingen mit einer katastrophalen Niederlage bei Atens, bei der Moritz III. sowie mehrere weitere Verwandte Konrads II. erschlagen wurden. Die daraufhin von Konrad durchgeführten Rachefeldzüge gegen Butjadingen 1369 sowie 1385 scheiterten ebenfalls. Ein weiterer Kriegszug 1384 zusammen mit der Stadt Bremen, dem Rüstringer Häuptling Edo Wiemken d. Ä. sowie dem Häuptling des Stadlands Dide Lubben gegen den in Esenshamm ansässigen Häuptling Husseko Hayen war hingegen erfolgreich und stärkte Bremens Stellung an der Unterweser.
Ab 1395 nahm Konrad II. genauso wie seine Feinde Vitalienbrüder in seine Dienste und bot ihnen in Oldenburg Unterschlupf. Sein unehelicher Sohn Kurt wurde 1400 im Namen der Hanse als einer der Anführer der Vitalienbrüder nach der Unterwerfung einiger Friesenhäuptlinge durch die Hanse in Emden enthauptet.
Konrad II. war verheiratet mit Kunigunde von Diepholz. Sein ältester Sohn Johann starb noch während seiner Regentschaft, sein zweiter Sohn Moritz II. folgte seinem Vater ab 1401 in der Landesherrschaft. Ein weiterer, illegitimer Sohn Johannes wurde erster Rektor der Johannes-Kapelle in Oldenburg. Seine Tochter Ingeburg war Äbtissin im Stift Freckenhorst.